# 레아 판아켄
레아 판아켄(독일어: Lea van Acken, 1999년 2월 20일 ~ )은 독일의 배우이다.

## 출연 작품
- 더 프리빌리지 (2022)
- 괴테스쿨의 사고뭉치들 3 (2017)
- 안네의 일기 (2016)
- 휴일 (2015)
- 거룩한 소녀 마리아 (2014)